# Draco fimbriatus
Espèce
Synonymes
- Draco punctatus Boulenger, 1900
- Draco grandis Bartlett, 1894
- Draco fimbriatus hennigi Musters, 1983

Draco fimbriatus est une espèce de sauriens de la famille des Agamidae.

## Répartition
Cette espèce se rencontre en Thaïlande, en Malaisie, aux Philippines et en Indonésie.

## Liste des sous-espèces
Selon The Reptile Database (4 janvier 2013) :
- Draco fimbriatus fimbriatus Kuhl, 1820
- Draco fimbriatus punctatus Boulenger, 1900

## Publications originales
- Boulenger, 1900 : Description of new batrachians and reptiles from Larut Hills, Perak. Annals and Magazine of Natural History, sér. 7, vol. 6, p. 186-193 (texte intégral).
- Kuhl, 1820 : Beiträge zur Zoologie und vergleichenden Anatomie, p. 1-152 (texte intégral).